# Lycoris Recoil: Quán cà phê bất ổn
Lycoris Recoil: Quán cà phê bất ổn (Nhật: リコリス・リコイル Hepburn: Rikorisu Rikoiru, nhan đề phụ bằng tiếng Anh là Lycoris Recoil) là một anime truyền hình thuộc thể loại hành động, hài kịch, tâm lý, đời thường của đạo diễn Adachi Shingo. Phim do A-1 Pictures sản xuất và Aniplex đảm nhận khâu phân phối. Imigimuru chịu trách nhiệm thiết kế nhân vật chính, cùng mạch truyện gốc do Asaura chấp bút, trong khi kịch bản phim lại do Adachi Shingo đảm trách. Mutsuki Shūhei và Fujisawa Yoshiaki phụ trách soạn nhạc phim. Một bản chuyển thể manga của tác giả Yasunori Bizen, xuất bản trên tạp chí manga Monthly Comic Flapper của Media Factory từ ngày 5 tháng 9 năm 2022. Bộ phim kể về Nishikigi Chisato và Inoue Takina – những đặc vụ Lycoris tại quán cà phê LycoReco (một chi nhánh nhánh thuộc tổ chức bí mật Direct Attack), đi chệch hướng khỏi nhiệm vụ ban đầu, đồng thời cung cấp cà phê và thực hiện các yêu cầu nhỏ.
Đây là tác phẩm đầu tiên của Adachi Shingo dưới vai trò đạo diễn, trước đó ông được biết đến với vai trò thiết kế nhân vật và trưởng đạo diễn hoạt hình cho một số tác phẩm như WORKING!! và Sword Art Online. Bộ phim được lên kế hoạch trong một cuộc họp giữa nhà sản xuất Kashiwada Shinichiro và đội ngũ sản xuất Saenai Heroine no Sodatekata. Sau khi Adachi Shingo tham gia sản xuất, bộ phim đã được thay đổi giọng điệu từ nghiêm túc sang nhẹ nhàng. Việc tuyển diễn viên lồng tiếng cho phim được thực hiện sau khi tuyên bố khẩn cấp đại dịch COVID-19 được dỡ bỏ.
Phim được khởi chiếu lần đầu tại TOHO Cinemas Kinshicho Rakuten vào ngày 12 tháng 6 và sau đó phát hành ở Nhật Bản từ đầu tháng 7 đến cuối tháng 9 năm 2022. Sau khi phát hành tại Nhật Bản, Aniplex đã phân phối Quán cà phê bất ổn dưới định dạng Blu-ray và DVD. Trong thời gian phát sóng, nội dung câu chuyện, nhân vật và hình ảnh đã được đón nhận nồng nhiệt trên internet, nhiều nhà chuyên môn chỉ ra rằng Quán cà phê bất ổn là anime xuất sắc nhất mùa hè năm 2022. Bộ phim cũng trở thành một hiện tượng mạng xã hội tại Nhật Bản khi có doanh số bán blu-ray & DVD trong tuần đầu tiên cao nhất năm 2022. Việc phim sử dụng hình ảnh của các địa danh có thật ngoài đời đã thu hút nhiều du khách trong và ngoài Nhật Bản đổ đến tham quan các địa điểm có thật được xuất hiện.

## Tổng quan

### Bối cảnh
Direct Attack (DA) là một tổ chức an ninh độc lập, hoạt động bí mật tại Nhật Bản nhằm ngăn chặn và phòng ngừa tội phạm. Mặc dù không chịu sự quản lý trực tiếp của chính phủ Nhật Bản, DA vẫn duy trì mối quan hệ hợp tác chặt chẽ với các cơ quan chính phủ. Tổ chức này sử dụng các đặc vụ nữ là trẻ mồ côi, dưới danh nghĩa Lycoris. Lycoris có giấy phép giết người và chịu trách nhiệm đối phó với thủ phạm hay những kẻ khủng bố trước khi chúng hành động. Tổ chức sử dụng hệ thống Radiata phuc vụ cho các hoạt động tình báo. Vì vậy, công chúng không biết đến sự tồn tại của tổ chức, tuy nhiên những tin đồn về các đặc vụ chính phủ hoạt động bí mật được lan truyền dưới dạng truyền thuyết đô thị. Màu sắc đồng phục Lycoris sắp xếp theo cấp bậc, màu đầu tiên là màu đỏ, màu thứ hai là xanh dương và màu thứ ba là trắng nhạt. Trụ sở chính của DA nằm trên khu đất sâu trong núi gần Tokyo, chịu lệnh cấm ra vào. Một đài phun nước lớn và một khu nghỉ ngơi đã tồn tại từ lâu ở giữa trụ sở. Việc ra vào thực hiện một cách bí mật bằng phương tiện cá nhân của DA tại một ga tàu điện ngầm gần đó. DA đồng thời nắm giữ một nhóm đặc vụ nam giới với tên gọi LilyBells. Theo Chisato, họ "giống như phiên bản nam giới của Lycoris". LilyBells từng được cử đi theo lệnh giết Lycoris nhằm giữ bí mật. Khác Lycoris, toàn đội mặc áo trắng, còn đội trưởng mặc đồng phục chiến đấu màu đỏ.
Mười năm trước khi câu chuyện bắt đầu, một nhóm khủng bố đã chiếm đóng tháp radio – biểu tượng của Tokyo. Mặc dù đặc vụ Nishikigi Chisato (khi đó mới 7 tuổi), đã tự mình hạ gục tất cả những kẻ khủng bố, nhưng tháp vẫn chịu hư hại nặng. Sau đó, tháp đã được khôi phục và bảo tồn trên danh nghĩa một "biểu tượng hòa bình của Nhật Bản ở thời hiện đại". Enkuboku – một tòa tháp khác được khánh thành trong thời gian diễn ra vụ khủng bố, đã thế chỗ tháp radio.
LycoReco là một chi nhánh của tổ chức DA, nằm ở trung tâm thành phố Sumida, cách lối ra phía bắc của ga Kinshichou một quãng đi bộ ngắn, và bề ngoài hoạt động như một quán cà phê bình thường với khái niệm "pha trộn phong cách Nhật Bản và phương Tây." Ngoài các nhiệm vụ DA, quán cà phê còn các yêu cầu từ những người bình thường như việc hộ tống, với khẩu hiệu "giải quyết mọi lo lắng của khách hàng." Các cuộc thi đấu trò chơi với bàn cờ được tổ chức cùng những khách hàng quen thuộc sau khi cửa hàng đóng cửa và vào các ngày lễ. Tầng hầm là trường bắn cách âm. LycoReco không thể tự tồn tại và phải dựa vào quỹ hỗ trợ từ DA.
Tập đoàn Alan là một tổ chức hỗ trợ hoạt động, dưới góc nhìn những tài năng bẩm sinh thuộc về trời chứ không phải của loài người. Tổ chức tìm kiếm những tài năng trong mọi lĩnh vực và hỗ trợ miễn phí. Là một tổ chức mang sự tương phản rõ ràng, nhạy cảm với bí mật, vì vậy việc tiếp xúc trực tiếp giữa người với người được hỗ trợ. Người đại diện bị cấm lộ danh tính đã dẫn đến người được hỗ trợ không biết người đại diện của mình là ai. Ngoài ra, bất kỳ ai cố gắng tiếp cận bí mật của tổ chức mà không được phép sẽ bị loại bỏ.
Các khu vực trong Quán cà phê bất ổn hầu hết đều dựa trên những địa điểm có thật của thành phố Sumida cùng với các thành phố, quận khác của Tokyo. Các địa điểm nổi tiếng có thể kể đến gồm: công viên Kinshichō, sông Sumida và thủy cung Sumida. Kiến trúc sư Tachu Naito thiết kế Enkuboku và tháp radio cũ trong Quán cà phê bất ổn dựa trên tháp Tokyo được. Asaura lấy cảm hứng cho quán cà phê LycoReco từ những quán cà phê mà ông thường lui tới trong thời gian làm việc tại trung tâm thành phố Tokyo.

### Nội dung
Quán cà phê bất ổn lấy bối cảnh trong những ngày yên bình ở Nhật Bản. Đằng sau nền an ninh tốt là sự tồn tại của tổ chức duy trì an ninh DA bí mật loại bỏ và xóa sổ tội phạm. DA huấn luyện Lycoris – những sát thủ nữ mồ côi để có được kỹ năng giết người, và cải trang thành nữ sinh trung học, đồng thời trốn trong thành phố, giao cho họ nhiệm vụ trong trường hợp khẩn cấp để ám sát tội phạm nhằm bảo vệ an ninh Nhật Bản.
Quán cà phê ở Tokyo mang tên Cafe LycoReco ẩn mình dưới thân phận thật là một chi nhánh của DA, cùng đặc vụ mạnh nhất lịch sử tổ chức Nishikigi Chisato. Một hôm, Lycoris Inoue Takina chuyển đến quán cà phê từ trụ sở DA. Cô cùng đồng đội đã truy lùng những kẻ buôn súng, tuy nhiên để cứu người bạn đang bị bắt làm con tin, cô đã bất tuân lệnh không giết tên tội phạm, vì vậy cô giáng chức ời khỏi trụ sở.
Ban đầu, Takina muốn "đạt được kết quả càng sớm càng tốt và trở về trụ sở chính", nhưng qua những cuộc trò chuyện với Chisato, cô đã học được cách sống của một cô gái bình thường thay vì mãi sống với thân phận Lycoris. Cô đã từ bỏ nỗi ám ảnh, đồng thời làm sâu sắc thêm mối quan hệ của mình với Chisato.
Tong khi đó, Majima (một kẻ khủng bố nghi ngờ về nền an ninh của Nhật Bản), bắt đầu các hoạt động khủng bố để tìm ra nguyên nhân. Ngoài ra, Yoshimatsu (một thành viên của "Viện Alan" – tổ chức từ thiện giải cứu Chisato trong thể trạng ốm yếu), cùng hợp lực với Majima để đưa Chisato và Takina tham gia chiến đấu nhằm đạt được mong muốn đánh thức Chisato trở thành sát thủ mạnh nhất. Giữa tất cả, Chisato gắn vẫn giữ vững niềm tin không giết người mà cô đã thề khi còn nhỏ, và chạy quanh Tokyo đê khắc phục sự cố, giải quyết tất cả các vấn đề.

### Nhân vật

#### LycoReco
Nishikigi Chisato (錦木 千束)
Lồng tiếng bởi: Anzai Chika
Chisato là một nhân viên của Café LycoReco, cô có tính cách tự do và thoải mái nhưng được cho là đặc vụ Lycoris mạnh nhất mọi thời đại. Cô thích giải quyết các vấn đề đơn giản mà DA sẽ không bao giờ giải quyết. Mặc dù được phép giết người, cô lại thường sử dụng súng mà Yoshimatsu Shinji tặng cho và nạp bằng đạn cao su. Cô sẽ chữa trị cho những kẻ thù bị thương vì cô không thích chứng kiến tất cả đều chết. Cô có thể dự đoán và né tránh bất kỳ viên đạn nào cho dù súng có ở gần cô, điều này cho phép cô đối mặt trực tiếp với kẻ thù. Cô có một trái tim nhân tạo được sản xuất tại Tập đoàn Alan và do Yoshimatsu Shinji "trao" cho cô.
Inoue Takina (井ノ上 たきな)
Lồng tiếng bởi: Wakayama Shion
Trước đây là một Lycoris nghiêm túc và tự tin, cô được chuyển đến Café LycoReco sau khi không tuân theo mệnh lệnh trong một nhiệm vụ. Là một người thực tế và lạnh lùng, cô có thể không thích khi làm nhiệm vụ với Chisato, người không phải là một Lycoris điển hình. Tuy nhiên, làm việc với Chisato và học hỏi được nhiều thứ, cô dần quan tâm tới Chisato trong khi thâm tâm muốn quay lại DA.
Nakahara Mizuki (中原 ミズキ)
Lồng tiếng bởi: Koshimizu Ami
Trước đây là thành viên Văn phòng Tình báo DA, cô đã làm việc với Chisato trong một thời gian dài. Trong khao khát muốn kết hôn tuyệt vọng, cô đã nhận công việc ở quán cà phê với hy vọng gặp được người đặc biệt của mình. Thói quen của cô bao gồm uống rượu hàng đêm trong khi đọc tạp chí về đám cưới.
Kurumi (クルミ)
Lồng tiếng bởi: Kuno Misaki
Một cô gái trẻ bỏ trốn không rõ nguồn gốc, yêu thích tất cả các loại trò chơi điện tử. Cô là một nhân viên tồi tệ, người miễn cưỡng làm việc để đổi lấy chỗ ở. Cô chỉ mong chờ đến những bữa tiệc chơi "game" khi quán cà phê đến giờ đóng cửa. Mật danh của cô là "Walnut".
Mika (ミカ)
Lồng tiếng bởi: Sakaki Kosuke
Một người đàn ông người Mỹ gốc Phi. Ohagi mochi và cà phê, quần áo Nhật Bản và một quán cà phê; tất cả đều nhằm thể hiện sự kết hợp giữa phong cách Nhật Bản và phương Tây. Ông là quản lý của quán cà phê mang phong cách truyền thống của Nhật Bản, "Café LycoReco". Ông từng là một người hướng dẫn các đặc vụ Lycoris nhưng đã rời bỏ tổ chức, nhưng đôi khi ông cố gắng hỗ trợ họ thông qua LycoReco.

#### Direct Attack (DA)
Harukawa Fuki (春川 フキ)
Lồng tiếng bởi: Kawase Maki
Một đặc vụ Lycoris hạng nhất. Cô là đối tác cũ của Takina. Cô và Chisato từng ở cùng phòng tại tòa nhà Lycoris sau khi Senzoku đăng ký vào DA nên cô và Chisato rất hiểu nhau, nhưng kể từ khi Mika - người mà cô ngưỡng mộ, chuyển đến LycoReco, mối quan hệ của họ kết thúc. Cô cẩn thận quan sát bạn bè của mình, bao gồm cả Chisato, và có một tính cách nghiêm túc và quan tâm người khác mặc dù có những hành vi thô bạo. Phong cách chiến đấu của cô dựa trên sự di chuyển tốc độ cao với tư thế cực thấp, điều này  hiệu quả trước những đối thủ nam to lớn. Ngoài ra, theo Takina, trong cuốn tiểu thuyết Lycoris Recoil: Ordinary days, một mình Fuki không thể chiến thắng những nhóm nhiều hơn hai người trong các trận chiến giả.
Kusunoki (楠木)
Lồng tiếng bởi: Soumi Yoko
Chỉ huy của Direct Attack (DA), cô giám sát hoạt động của toàn bộ tổ chức. Cô luôn ưu tiên giữ bí mật của cơ quan khỏi công chúng để giữ sự bình yên của đất nước Nhật. Mika và cô có một mối quan hệ tin tưởng lẫn nhau. Mỗi lần gặp Chisato, cô thường xuyên bị mỉa mai, Chisato cũng có thái độ nổi loạn và có quan hệ bất chính với cô. Tuy nhiên, cô thường quan tâm đến Chisato, như việc cô giải thích khả năng của Chisato cho các trợ lý của cô một cách vui vẻ, và tỏ vẻ cay nghiệt khi có lệnh điều động của Chisato từ quản lý cấp trên. Chisato gọi cô là "fan của tôi".
Otome Sakura (乙女 サクラ)
Lồng tiếng bởi: Makoto Koichi
Một đặc vụ Lycoris hạng hai. Cô là đồng đội hiện tại của Fuki sau khi Takina bị giáng chức. Cô có tính cách tự ý chí, và thường lặp đi lặp lại những lời nói và hành động khiêu khích mà không xúc phạm đến Takina và Chisato, cùng với mục tiêu "đạt được thành tựu và trở thành Lycoris hạng nhất." Mặc dù cô có khả năng bắn tốt, tuy nhiên cô không thể bắn trúng Chisato bất kỳ một viên đạn.

#### Tập đoàn Alan
Yoshimatsu Shinji (吉松 シ ン ジ)
Lồng tiếng bởi: Ueda Yōji
Một thành viên của Tập đoàn Alan, được Chisato coi là ân nhân cứu mạng và cũng là lý do cô sử dụng đạn cao su. Anh chỉ coi Chisato như một vũ khí giết người và đã "trao" cho cô trái tim nhân tạo do Tập đoàn tạo ra, với hy vọng cô sẽ trở thành một sát thủ lành nghề. Anh thường xuyên ghé thăm LycoReco với tư cách là khách hàng. Tuy nhiên cô không nhận ra và chỉ đến khi cô tự mình làm một nhiệm vụ theo dõi mới biết.
Majima (真 島)
Lồng tiếng bởi: Yoshitsugu Matsuoka
Một thành viên của Alan, người cũng bị coi là vũ khí giết người. Giống như Chisato, anh cũng sở hữu khả năng đặc biệt là đôi tai thính nhưng anh khác là việc trở thành một nhân vật khủng bố, muốn tìm kiếm sự "cân bằng" trong thế giới yên bình này. Các sự kiện đáng chú ý của anh là phá hủy tháp vô tuyến và cuộc tấn công vào ga tàu điện ngầm, mặc dù đã được DA che đậy. Anh cộng tác với một hacker Robota để gây loạn và có hứng thú với Chisato.
Robota (ロ ボ 太)
Lồng tiếng bởi: Yuki Sakakihara
Một hacker đội một chiếc mũ hình robot che toàn bộ khuôn mặt và cộng tác với Majima trong việc vạch trần DA. Anh tự coi mình là "hacker vĩ đại nhất thế giới" sau khi cho rằng đã anh giết được hacker "Walnut". Anh hỗ trợ Majima và nhóm của anh.

## Sản xuất

### Kế hoạch ban đầu
Nhà sản xuất Kashiwada Shinichiro của A-1 Pictures đã tổ chức một cuộc họp với cựu biên tập viên của Saenai Heroine no Sodatekata. Họ đã bàn luận về tác phẩm của Asaura và cho rằng "ổng điên rồ dã man" (「こいつはイカれている」). Ít lâu sau, Asaura nhận được lời tham gia sản xuất dự án mới. Ông đã lên kế hoạch cho tác phẩm, tạo ra các mẫu thiết kế nhân vật và bối cảnh. Ông cũng viết một bản tóm tắt cốt truyện và một câu chuyện ngắn để miêu tả về phim. Mặc dù đây là cốt lõi ban đầu của Quán cà phê bất ổn, tuy nhiên bộ phim đã trải qua sự biến đổi so với những gì cuối cùng. Kashiwada mời Asaura tham gia sản xuất sau khi xem tác phẩm Death Need Round, vì vậy Quán cà phê bất ổn cần khắc họa hình ảnh của súng.
Sau khi Asaura tạo ra một số nội dung ban đầu, đội ngũ sản xuất của phim bắt đầu tìm kiếm nhà thiết kế nhân vậy. Tuy nhiên, trước khi điều này xảy ra, đạo diễn Adachi Shingo đã tham gia vào dự án. Khi Adachi tham gia, dự án hầu như không có nội dung cố định, chỉ có duy nhất 5 nhân vật và tên của họ, cùng với khái niệm "dựa trên một quán cà phê, những cô gái cầm súng để chiến đấu", và một mẫu truyện ngắn của Asaura. Tổng thể nội dung nhìn chung vẫn giữ ở mức "rất nghiêm túc". Asaura đã mô tả rằng sau khi Adachi tham gia, dự án đã bắt đầu tiến triển nhanh chóng. Adachi cũng thay đổi giọng điệu của tác phẩm từ nghiêm túc sang nhẹ nhàng, đồng thời xây dựng hình hài của sản phẩm hoàn thiện.
Adachi mời Imigimuru, tác giả của Kono Bijutsubu ni wa Mondai ga Aru!, trở thành nhà thiết kế nhân vật cho tác phẩm của mình. Họ tình cờ gặp nhau lần đầu tại Winter Comic Market. Trước đó, cả hai đã tìm hiểu về tác phẩm của đối phương. Adachi đang cần tìm một nhà thiết kế nhân vật cho dự án Quán cà phê bất ổn, và anh rất thích các tác phẩm của Imigimuru. Anh tỏ ý muốn chọn Imigimuru cho một công việc và xin thông tin liên lạc của mangaka. Ban đầu, Imigimuru chỉ nghĩ rằng anh sẽ đóng vai trò minh họa cho một số nhân vật phụ trong dōjinshi của Adachi. Nhưng anh không ngờ rằng trong dịp Tết Nguyên đán, anh sẽ nhận được một tin nhắn mời mình trở thành "nhà thiết kế nhân vật anime gốc". Trước đó, Imigimuru chỉ chịu trách nhiệm thiết kế nhân vật cho các trò chơi di động và chưa bao giờ có kinh nghiệm trong việc thiết kế nhân vật cho anime.

### Thiết kế nhân vật
Asaura giải thích rằng phần lớn tên của những nhân vật nữ trong tác phẩm của ông mang nguồn cảm hứng từ tên gọi của các loài hoa. Ví dụ, họ của Nishikigi Chisato được đặt theo hoa cây bụi phát sáng, và tên lấy từ "Một ngàn bông hoa"  trong câu chuyện "Nishikizuka Monogatari". Asaura lấy cảm hứng cho tên của Takina từ hoa hosta. Thiết kế nhân vật của Takina ít thay đổi so với nguyên mẫu ban đầu. Ban đầu, Chisato là một cô gái lãnh đạm, lại cộng thêm tố chất nóng bỏng, sau khi kết thân với Takina, cô trở nên dịu dàng hơn. Sau khi đạo diễn Adachi Shingo tham gia vào sản xuất, anh đã biến Chisato thành một nhân vật vui vẻ như hiện tại.
Trong quá trình thiết kế nhân vật, đa phần các mangaka chỉ chịu trách nhiệm cho tác phẩm gốc của mình, ít khi tham gia trực tiếp vào việc thiết kế nhân vật hoạt họa. Adachi đã giải thích rằng không thể giao cho Imigimuru vai trò giám sát trưởng bản vẽ. Ngoài ra, nếu chỉ duy nhất Adachi Shingo đảm nhận, thiết kế nhân vật phải trải qua hai cấp độ thay đổi. Vì vậy, để duy trì được phong cách vẽ đặc trưng của mangaka, Adachi đã quyết định để Imigimuru trực tiếp thực hiện thiết kế nhân vật. Mặc Imigimuru chưa thử sức với công việc thiết kế nhân vật trong anime, anh đã đề nghị Adachi để anh chịu trách nhiệm về bản thảo nhiều lần, nhưng Adachi vẫn kiên quyết thuyết Imigimuru từ bỏ.
Dù bản thân Mizuki xinh đẹp, thiết kế của cô khắc họa biểu cảm khuôn mặt "chị gái buồn". Ban đầu, bản vẽ Kurumi dựa trên ý tưởng từ Kono Bijutsubu ni wa Mondai ga Aru!, tuy nhiên Adachi đã yêu cầu Imigimuru chỉnh sửa một số chi tiết để tạo sự khác biệt nhất định. Theo yêu cầu của đội ngũ sản xuất, Imigimuru cần thiết kế các Lycoris (ngoại trừ Chisato và Takina) không quá sắc xảo, nhằm làm nổi bật Chisato và Takina. Adachi đề nghị thiết kế của Mika là một người gốc Phi, vì vậy Imigimuru đã sử dụng các hình ảnh của cầu thủ bóng đá nước ngoài làm tài liệu tham khảo. Ngoài ra, đồng phục quán cà phê LycoReco được thiết kế theo phong cách của kimono để tạo điểm nhấn.
Để tạo nên một tác phẩm giải trí hành động, Asaura đã xây dựng Majima trong vai trò một nhân vật phản diện đối đầu với Chisato, lấy cảm hứng từ Baikinman (một kẻ chiến đấu tay đôi) từ loạt sách ảnh Anpanman. Theo ý tưởng gốc, Majima là một đạo diễn phim tâm lý, chuyên gây khủng bố để ghi hình những khoảnh khắc đẹp. Về phần thiết kế, Asaura yêu cầu Majima mang nét của "một tên khốn tâm thần mặc áo sơ mi aloha".
Ouchi Takamika (nhà thiết kế trang phục nhóm nhạc nữ Nogizaka46) đảm phần trang phục của Lycoris. Với bộ đồng phục xuất hiện trong hầu hết các cảnh của tác phẩm, Adachi mong muốn tìm kiếm một chuyên gia để phụ trách. Aniplex (một công ty con của Sony Music Entertainment (Nhật Bản)) sản xuất tác phẩm, còn nhóm nhạc Nogizaka46 trực thuộc Sony Music Entertainment, đã cho phép Adachi dựa vào mối quan hệ để mời Ouchi giữ vai trò thiết kế đồng phục cho Lycoris.

### Biên kịch
Wakayama Shion đã đặt câu hỏi liệu Adachi Shingo quyết định loại quần lót mà Takina và Chisato sẽ mặc trong cảnh concept tại cửa hàng đồ lót chưa, điều này đã khởi đầu một cuộc thảo luận "cực kỳ nghiêm túc" về chủ đề quần lót. Trong một cuộc phỏng vấn với Febri về kế hoạch ban đầu cho phần kết của tập 9, Adachi Shingo tiết lộ rằng kết thúc được quyết định cuối cùng khác so với ý tưởng ban đầu, bởi Takina chạy khỏi Chisato ngay sau khi tuyết rơi thay vì ngoảnh mặt lại nhìn Chisato. Trong các tập cuối, Adachi nhận ra rằng anh "không muốn quá nghiêm túc", nhưng không thể tránh khỏi quá trình phát triển này, đặc biệt là trong tập 12, mà anh mô tả là không có "bất kỳ cảnh hài hước nào". Anh than vãn với đội ngũ sản xuất rằng "khiếp, lần này phải nghiêm túc rồi".  Anh cũng cố gắng tránh xa những lời nói chính xác của Majima, vì anh tin rằng bộ phim có thể "rời xa tính giải trí", vì vậy anh muốn giữ ở mức độ có thể "dùng theo kiểu một loại gia vị". Asaura đã khiến các thành viên trong đội ngũ sản xuất bất ngờ với kịch bản tập 13, trong đó Yoshimatsu Shinji "trao" trái tim nhân tạo trong cơ thể mình cho Chisato.. Trong kịch bản ban đầu, việc Majima còn sống không được đề cập, nhưng Adachi Shingo đã tự thêm vào vì anh nghĩ tập phim sẽ hay hơn nếu xuất hiện cảnh này.

### Lồng tiếng
Trong quá trình tuyển diễn viên lồng tiếng, để thực sự cảm nhận được đối thoại và tương tác của các diễn viên trong buổi thử giọng, đội ngũ sản xuất đã cẩn trọng đợi cho đến khi tuyên bố tình trạng khẩn cấp về đại dịch COVID-19 được dỡ bỏ trước khi tổ chức buổi thử giọng tại xưởng phim. Trong tài liệu thử giọng, đội ngũ sản xuất phim đã nhấn mạnh sự quan trọng của đối thoại và sự thoải mái trong giao tiếp. Anzai Chika chia sẻ rằng ban đầu khi đọc kịch bản và tài liệu, cô không cảm thấy "phù hợp để đảm nhận vai diễn", nhưng sau đó cô đã gửi cuốn băng với niềm tin rằng cô "sẽ cảm thấy hạnh phúc" nếu cô "có thể đóng vai trong thế giới đó bằng cách cố gắng hết sức". Wakayama Shion nhận thấy rằng các yếu tố như bối cảnh trong Quán cà phê bất ổn chứa nhiều điểm tương đồng với thực tế, việc các nhân vật Lycoris mặc đồng phục học sinh trung học và hình ảnh "rất đời thường" của Takina đã khiến cô "quyết tâm tập trung vào đối thoại".
Đội ngũ sản xuất đã cung cấp bản nháp hoạt họa cho các nữ diễn viên lồng tiếng để giúp họ hiểu rõ hơn về phân cảnh khi thực hiện việc lồng tiếng. Adachi Shingo gặp khó khăn trong việc nghĩ ra lời thoại cho các nhân vật vì Quán cà phê bất ổn là một tác phẩm gốc, đồng thời không có nguồn tài liệu tham khảo. Anh đã cố gắng tạo ra các đoạn đối thoại để Takina và Chisato có thể hiểu nhau và thể hiện "liều thuốc" hài hước một cách hợp lý. Diễn viên lồng tiếng Kuno Misaki đã hỏi về tuổi của nhân vật mà cô sẽ thể hiện, nhưng Adachi trả lời rằng Kurumi là "người lớn duy nhất ở LycoReco có thể nói chuyện ngang hàng với Mika", không phải là một độ tuổi cụ thể. Kuno cũng cho rằng Kurumi là một hacker và có lối suy nghĩ khác biệt, vì vậy cô luôn cố gắng giữ bình tĩnh. Wakayama Shion cảm thấy Takina thẳng thắn đến mức coi việc loại bỏ quần lót là một mục tiêu. Mặc dù vậy, cô cố gắng thể hiện sự xấu hổ tinh tế trong nhân vật của mình.

## Chủ đề
Chủ đề trọng tâm của Quán cà phê phê bất ổn xoay quanh khái niệm về "đồng minh" và "kẻ thù", "thiện" và "ác". Xuyên suốt bộ phim là cuộc chiến giữa DA và những kẻ đứng lên chống lại tổ chức, và đặc biệt là nhóm của Majima Bên cạnh đó, câu chuyện còn khắc họa những mâu thuẫn nội bộ giữa Lycoris và LilyBells. Adachi Shingo nhấn mạnh rằng cong người không ai có thể coi "xấu xa", và do đó Majima mang một "lý trí riêng" và "không phải là một nhân vật phản diện đơn giản". Điều này tạo ra một tình huống mà mỗi nhân vật trong phim đều tin rằng họ đang hành động vì "công lý", tạo ra một môi trường đầy xung đột về "công lý ích kỷ". Ngoài ra, phim còn đưa ra cái nhìn về "các vấn đề xã hội và sự cố" thông qua góc nhìn của Chisato và Takina, buộc cả thường phải than phiền "Những kẻ này luôn gây rối..." trong khi họ đang phải làm sạch vết máu. Yoshimatsu là một nhân vật phản diện theo quan điểm triết học của đội ngũ sản xuất. Anh giữ vai trò đại diện của Viện Alan, giúp những siêu tài năng phát triển tối đa năng lực của mình. Mục tiêu của Yoshimatsu đẩy Chisato phải đấu tranh chống lại "vị cứu tinh", một người cha nuôi, người có mối quan hệ đồng tính với Mika. Phim thu hút khán giả bởi những mâu thuẫn và xung đột giữa các nhân vật, cũng như những bí mật đằng sau họ.
Trong bài đánh giá của mình trên Anime Corner, Matt Lyons đã phê phán về bản chất của DA, dù cho hoạt động của họ có "gọn gàng đến đâu". Ông nhấn mạnh rằng DA tồn tại những "sự khó chịu nhất định", bởi vì họ hoạt động như một thực thể hoàn toàn tự trị, không bị giám sát, và mọi trách nhiệm đối với hành động của họ đều được xử lý nội bộ. Lyons cũng lưu ý rằng DA thường tự tin cho rằng các phương án của họ là "hoàn toàn có thể chấp nhận được, thậm chí là có đạo đức", và họ luôn tin rằng mục đích của họ là biện minh. Mặc dù Majima có thể "thể hiện bản thân một cách chính đáng", nhưng cây viết không thể coi anh là "anh hùng" hoặc thậm chí là "nhân vật chính". Tuy nhiên, ông cũng không đánh giá Majima là "một kẻ xấu đơn thuần" vì anh hiểu "tầm quan trọng của việc nói ra sự thật đối với quyền lực".
Theo Jared Clemons từ Crunchyroll, Takina là một Lycoris hoàn hảo, nếu không tính đến thói coi thường mệnh lệnh của cô. Takina đã phải trả giá đắt cho hành động liều lĩnh của mình trong tập đầu tiên, nhưng cô cũng cho thấy kỹ năng chiến đấu xuất sắc, khiến cô trở nên vô cùng đáng gờm. Nếu so sánh Takina với Chisato, sẽ thấy rằng họ khác nhau như trời với đất. Chisato thuộc mẫu người vui vẻ và năng động, trong khi Takina lại nghiêm túc và cương quyết. Sự khác biệt càng rõ ràng hơn khi họ tiếp cận với trận chiến. Chisato đã giúp Takina nhìn nhận lại cách mình giải quyết các nhiệm vụ, và cũng cho cô thấy rằng không cần thiết phải tiêu diệt kẻ thù hoàn toàn.

## Âm nhạc
Lycoris Recoil Original Soundtrack là album nhạc phim của loạt anime Quán cà phê bất ổn, được phát hành vào ngày 21 tháng 9 năm 2022 đính kèm trong blu-ray, DVD đầu tiên của phim. Album nhạc phim thứ hai của loạt anime mang tên Lycoris Recoil Original Soundtrack 2, được phát hành vào ngày 21 tháng 12 năm 2022 đính kèm trong blu-ray, DVD thứ tư của Quán cà phê bất ổn. Các bài hát trong album biên soạn bởi Mutsuki Shuhei, lời do Mizuno Genki đảm nhận, và thu âm bởi Nakamura Yuji.
Trong quá trình thu âm "Alive", ClariS đã mang lại một sự độc đáo mới mẻ mà không hề hay biết về sự phát triển của anime, ngoài phần nội dung xoay quanh hai nhân vật Chisato và Takina. Trước khi thu âm phiên bản "The First Take", bộ đôi đã xem trước anime để hiểu rõ hơn về cảm xúc của nhân vật, điều này đã ảnh hưởng đến cách họ truyền đạt thông điệp của bài hát, tạo ra một sự khác biệt so với phiên bản gốc. ClariS cho rằng "Alive" là sự kết hợp của tất cả cảm xúc của họ và họ hy vọng rằng suy nghĩ của họ sẽ chạm đến lòng người xem giống như những suy nghĩ của các nhân vật trong anime. Sayuri đánh giá "Hana no Tou" là một bài hát mô tả sự đối lập giữa ánh sáng và bóng tối, niềm vui và nỗi buồn trong cuộc sống, đồng thời hy vọng rằng bài hát nhạc hiệu sẽ làm tăng thêm sự phong phú cho cốt truyện của Quán cà phê bất ổn và gợi lại những ấn tượng cuối cùng cho khán giả.
Trong blu-ray, DVD thứ 2 và thứ 3 của Quán cà phê bất ổn, có kèm theo các bài hát cover do diễn viên lồng tiếng của các nhân vật thể hiện. Đơn vị phân phối giới thiệu hai album qua trailer trên YouTube vào ngày 17 tháng 9 và ngày 26 tháng 12 năm 2022. Nội dung của album lấy bối cảnh các thành viên của quán cà phê LycoReco đi hát karaoke với một vé miễn phí từ khách hàng. Anzai Chika cho biết bài hát của cô rất khó hát vì phải hạ giọng theo Wakayama Shion, đồng thời phải bỏ đi "chất giọng của Chisato" trong phần dạo đầu. Đội ngũ sản xuất yêu cầu cô thể hiện một số câu thoại trong bài hát.

## Truyền thông

### Anime

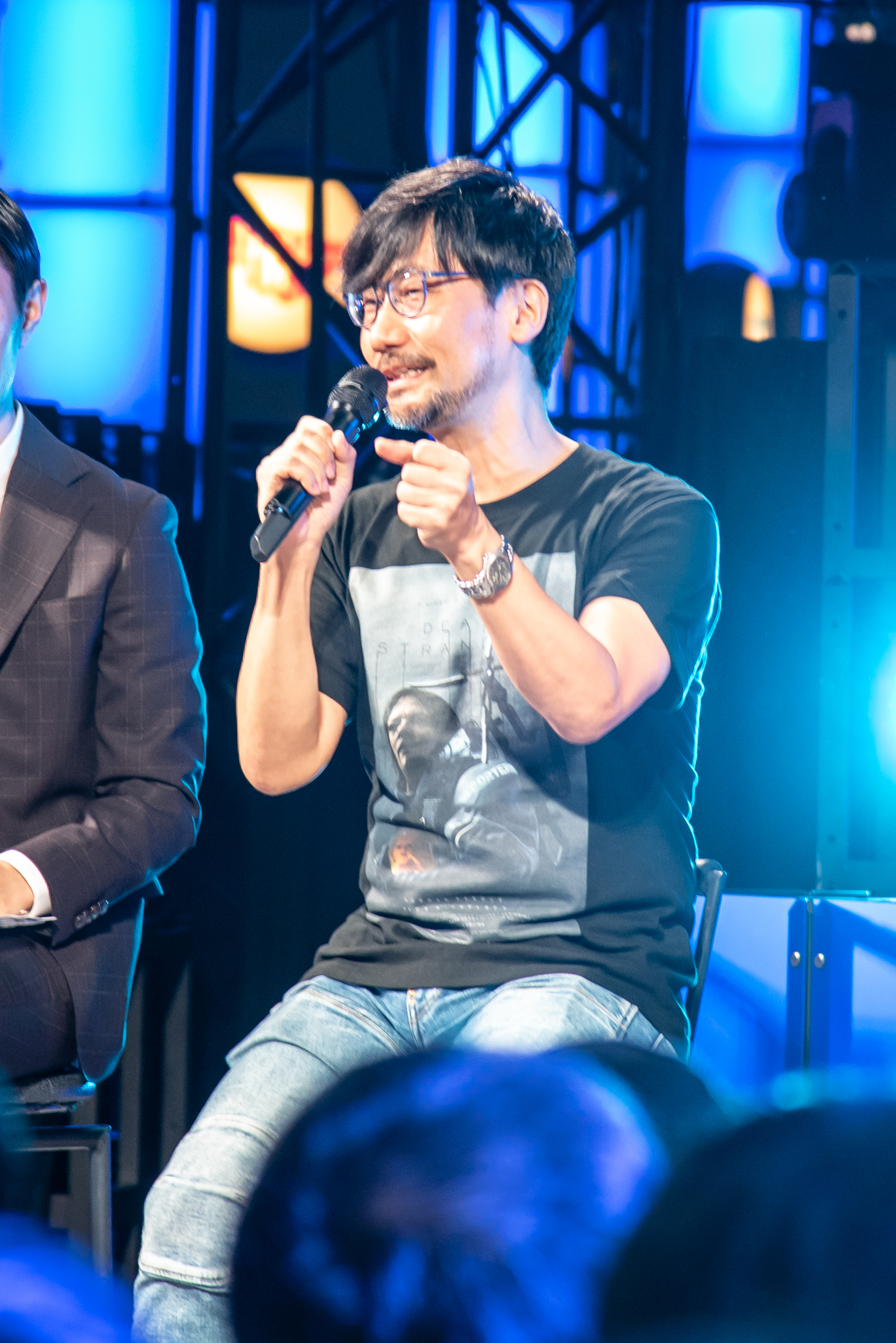
Nhà thiết kế trò chơi điện tử Kojima Hideo dành nhiều lời ngợi khen cho Quán cà phê bất ổn

Ngày 31 tháng 12 năm 2021, Aniplex đã công bố áp phích chính thức, các diễn viên lồng tiếng và thành viên đội ngũ sản xuất của tác phẩm. Bộ phim do A-1 Pictures đảm nhận dưới sự chỉ đạo của Shingo Adachi, với Asaura chịu trách nhiệm phần kịch bản, Imigimuru phụ trách thiết kế nhân vật và Mutsuki Shūhei biên soạn nhạc phim.
Ngày 26 tháng 3 năm 2022, đơn vị phân phối đã tiết lộ teaser, áp phích và diễn viên lồng tiếng của ba nhân vật mới. Ngày 26 tháng 3 năm 2022, tại AnimeJapan 2022, Aniplex đã tổ chức một sự kiện trực tiếp có sự tham gia của đạo diễn Shingo Adachi, Mutsuki Shūhei và đơn vị sản xuất A-1 Pictures. Trong cùng ngày diễn ra sự kiện, trang Twitter của bộ phim thông báo họ sẽ tiết lộ thêm thông tin mới về Quán cà phê bất ổn vào tháng 4.
Ngày 29 tháng 4 năm 2022, đơn vị phân phối đăng tải trailer đầu tiên của bộ phim trên Youtube. Từ ngày 18 tháng 5 đến ngày 8 tháng 6, Aniplex đã công bố bốn video giới thiệu về các nhân vật chính: Chisato, Takina, Mizuki, và Kurumi, phát hành liên tục trong bốn tuần. Ngày 12 tháng 6, đoàn làm phim ra mắt áp phích chính thức mới, danh sách đầy đủ các nhà sản xuất và thông tin nhạc hiệu kết thúc "Hana no Tou" (花の塔) do Sayuri thể hiện.
Ngày 24 tháng 6 năm 2022, Aniplex công bố nhạc hiệu mở đầu "Alive" của ClariS. Ngày 1 tháng 7, đơn vị phân phối phát hành trailer thứ hai từ tác phẩm. Ngày 6 tháng 7, đội ngũ sản xuất đã mở một tài khoản pixiv để phục vụ đăng tải thiết kế nhân vật, keyframe và các tài liệu khác. Ngày 23 tháng 8, kênh Youtube của Aniplex phát hành trailer thứ ba và áp phích chính thức thứ tư.
Trong khuôn khổ Anime Festival Asia diễn ra vào ngày 26 tháng 11 năm 2022 tại trung tâm triển lãm và hội nghị quốc tế Suntec Singapore, Adachi Shingo và Wakayama Shion đã tham gia một chương trình trò chuyện trên sân khấu, kể về quá trình sản xuất Quán cà phê bất ổn. Ngày 11 tháng 2 năm 2023, Aniplex đã tổ chức sự kiện đặc biệt "Café LycoReco Presents After Party! Tomorrow is another day" ở ngoại ô Tokyo. Trong cùng ngày, tài khoản Twitter chính thức của bộ phim đã đăng một tweet chia sẻ thông tin về dự án anime mới cùng một liên kết đến trailer dài một phút trên YouTube, bao gồm các đoạn phim được dựng từ anime truyền hình.
Tháng 1 năm 2025, tiêu đề của dự án đã được công bố là Lycoris Recoil: Friends are thieves of time.. Dự án gồm 6 bộ phim ngắn được phát hành trên kênh Youtube của Aniplex và những nền tảng khác từ ngày 16 tháng 4 năm 2025.

### Light novel
Hai light novel ngoại truyện của Quán cà phê bất ổn lần lượt do Asaura viết, với Imigimuru phụ trách minh họa. ASCII Media Works chịu trách nhiệm xuất bản cả hai tác phẩm dưới ấn hiệu Dengeki Bunko. Sau khi phát sóng tập đầu tiên vào tối ngày 2 tháng 7, đơn vị phân phối thông báo cuốn light novel spin-off Lycoris Recoil: Ordinary days sẽ xuất bản vào ngày 9 tháng 9 năm 2022. Nội dung của ngoại truyện kể về những câu chuyện thường ngày trong quán cà phê. Ngày 6 tháng 8, trang Twitter của nguyên tác công bố bìa ấn phẩm. Tại thị trường Đài Loan, Kadokawa Taiwan đã xuất bản light novel vào ngày 7 tháng 3 năm 2024. Ngày 8 tháng 2, Dengeki Bunko ra mắt tựa light novel thứ 2, với tựa đề Lycoris Recoil: Recovery Days, chính thức phát hành vào ngày 8 tháng 3. Thái Hà Books chịu trách nhiệm cấp phép cả hai ấn phẩm tại thị trường Việt Nam dưới ấn hiệu Hikari Light Novel.
| # | Nhan đề                                                        | Ngày phát hành tiếng Nhật | ISBN tiếng Nhật   |
| - | -------------------------------------------------------------- | ------------------------- | ----------------- |
| 1 | Lycoris Recoil: Ordinary days リコリス・リコイル Ordinary days | 9 tháng 9 năm 2022        | 978-4-04-914618-9 |
| 2 | Lycoris Recoil: Recovery Days リコリス・リコイル Recovery days | 8 tháng 3 năm 2024        | 978-4-04-915554-9 |

### Manga
Bản chuyển thể manga do Bizen Yasunori minh họa dựa trên nguyên tác của Spider Lily, đăng dài kỳ trên tạp chí Comic Flapper từ ngày 5 tháng 9 năm 2022. Media Factory đã biên soạn chương truyện thành những cuốn tankōbon riêng lẻ. Tập đầu tiên phát hành ngày 22 tháng 12 năm 2022. Tính đến tháng 3 năm 2024, tác phẩm đã xuất bản tổng cộng 4 tập. Tại Việt Nam, IPM chịu trách nhiệm cấp phép và xuất bản bộ truyện.
ComicWalker và Niconico Manga đăng dài kỳ loạt manga ngoại truyện Lycoris Recoil Recollect (リコリス・リコイル リコレクト Rikorisu Rikoiru ri korekuto) của tác giả Abe Kanari, từ ngày 28 tháng 10 năm 2022. Ngày 24 tháng 9, trang Twitter của Quán cà phê bất ổn lần đầu giới thiệu loạt manga sau khi tập phim thứ 13 phát sóng. Tính đến tháng 3 năm 2023, Kadokawa đã tổng hợp bộ truyện thành 1 tập tankōbon. Ngoài ra, Kadokawa đã xuất bản loạt tuyển tập manga ngắn Lycoris Recoil Koushiki Comic Anthology (リコリス・リコイル 公式コミックアンソロジー リロード Rikorisu Rikoiru kōshiki komikku ansorojī rirōdo) gồm ba ấn bản Reload, React và Repeat lần lượt do đội ngũ biên tập tạp chí Dengeki Maoh, Comic Flapper, Apanta viết, và Imigimuru minh họa từ ngày 22 tháng 12 năm 2022.

#### Thông tin thư mục

##### Mạch truyện chính
| # | Phát hành tiếng Nhật | Phát hành tiếng Nhật | Phát hành tiếng Việt | Phát hành tiếng Việt |
| # | Ngày phát hành       | ISBN                 | Ngày phát hành       | ISBN                 |
| - | -------------------- | -------------------- | -------------------- | -------------------- |
| 1 | 22 tháng 12 năm 2022 | 978-4-04-682030-3    | 15 tháng 12 năm 2024 | 978-604-3-38279-2    |
| 2 | 25 tháng 5 năm 2023  | 978-4-04-682470-7    | 1 tháng 1 năm 2025   | 978-604-3-38374-4    |
| 3 | 23 tháng 10 năm 2023 | 978-4-04-682940-5    | 10 tháng 2 năm 2025  | 978-604-3-38419-2    |
| 4 | 23 tháng 3 năm 2024  | 978-4-04-683411-9    | 17 tháng 7 năm 2025  | 978-632-6-20064-5    |
| 5 | 21 tháng 9 năm 2024  | 978-4-04-683856-8    | 1 tháng 8 năm 2025   | —                    |
| 6 | 21 tháng 2 năm 2025  | 978-4-04-684497-2    | —                    | —                    |

##### Tuyển tập
| # | Nhan đề              | Phát hành tiếng Nhật                   | Phát hành tiếng Việt                  |
| - | -------------------- | -------------------------------------- | ------------------------------------- |
| 1 | Nhắc lại リロード    | 22 tháng 12 năm 2022 978-4-04-914800-8 | 25 tháng 7 năm 2025 978-632-6-20543-5 |
| 2 | Tiếp nối リピート    | 22 tháng 12 năm 2022 978-4-04-682054-9 | 25 tháng 8 năm 2025 978-632-6-20567-1 |
| 3 | Phản hồi リアクト    | 22 tháng 12 năm 2022 978-4-04-682096-9 | — 978-632-6-20566-4                   |
| 4 | Tiếp nối 2 リピート2 | 23 tháng 3 năm 2023 978-4-04-682357-1  | — 978-632-6-20568-8                   |
| 5 | Nhắc lại 2 リロード2 | 26 tháng 5 năm 2023 978-4-04-915015-5  | 1 tháng 8 năm 2025 978-632-6-20544-2  |
| 6 | Tiếp nối 3 リピート3 | 22 tháng 12 năm 2023 978-4-04-683243-6 | — 978-632-6-20569-5                   |
| 7 | Nhắc lại 3 リロード3 | 27 tháng 12 năm 2023 978-4-04-915426-9 | — 978-632-6-20545-9                   |

### Phương tiện khác
Cuốn fanbook Lycoris Recoil Heroine Archive: Chisato & Takina do đội ngũ biên tập Febri sản xuất, Ichijinsha phụ trách phát hành, và Imigimuru đảm nhận phác họa bìa cuốn sách. Ban đầu, ấn phẩm dự kiến ra mắt vào ngày 26 tháng 12 năm 2022, tuy nhiên phía nhà xuất bản phải hoãn lại vì lý do sản xuất. Nội dung của ấn phẩm gồm các tài liệu bối cảnh, các cuộc phỏng vấn với dàn diễn viên lồng tiếng và thành viên chính của đội ngũ sản xuất.
Chương trình phát thanh Internet LycoReco Radio (リコリコラジオ RikoRiko rajio) phát sóng vào thứ Sáu hàng tuần từ ngày 8 tháng 7 năm 2022 trên kênh Youtube chính thức của Aniplex và trang web chính thức của phim. Anzai Chika và Wakayama Shion giữ vai trò người dẫn chương trình. Nagata Hiroshi đảm nhận phần soạn nhạc và đạo diễn. Ngày 13 tháng 11 năm 2022, Aniplex đã tổ chức buổi ghi hình trực tiếp "LycoReco Radio Business Trip Edition Public Recording" nhân kỷ niệm phát hành Blu-ray và DVD.
Aniplex và Office Endless biểu diễn vở kịch Lycoris Recoil tại nhà hát Tennozu Galaxy từ ngày 7 đến ngày 15 tháng 1 năm 2023. Buổi diễn dựa trên nguyên tác Quán cà phê bất ổn của Spider Lily, Hosaka chấp bút kịch bản, Yamazaki Akira đạo diễn, và Tanaka Tsubasa đảm nhận sân khấu. Vở kịch được Tokyo Marui hợp tác tài trợ súng, và Meiko Cosmetics đồng tài trợ.

### Thương mại
Ngày 24 tháng 7, đơn vị phân phối thông báo phát hành hình ảnh ba chiều của Chisato và Takina tại Wonder Festival Summer 2022. "Pop-up Lycoris Recoil" bắt đầu hoạt động từ ngày 7 đến ngày 23 tháng 10 năm 2022 tại Marui Kinshicho ở Tokyo, Nhật Bản. Cửa hành mở bán loạt sản phẩm sử dụng hình minh họa độc quyền từ bộ phim. Sau thời gian hoạt động ở Tokyo, cửa hàng sẽ khai trương tại Marui Hakata, Fukuoka từ ngày 29 tháng 10 đến ngày 6 tháng 11 năm 2022. Aniplex phát hành bộ trò chơi thẻ sưu tập của Quán cà phê bất ổn và Build Divide vào ngày 24 tháng 2 năm 2023, đồng thời mở đặt trước từ ngày 31 tháng 10 năm 2022. Ngoài ra, bộ bài thử nghiệm kết hợp ReBirth for you đã ra mắt vào ngày 25 tháng 11 năm 2022.
Trong một thời gian giới hạn, Hiệp hội Du lịch quận Sumida đã đặt ảnh các nữ chính cỡ lớn tại một số khu vực thuộc tỉnh Tokyo. Ngày 21 tháng 8 năm 2022, Hiệp hội Du lịch quận Sumida đã thuê Tuyến Tokyo Mizube phục vụ cho "Dịch vụ đặc biệt của Lycoreco" nhằm cung cấp thông tin du lịch với lời tường thuật của Chisato và Takina. Sự kiện du lịch biển "Dự án LycoReco - Tham quan xe buýt đường sông!" đã diễn ra cùng ngày. Dự án có số lượng đơn đăng ký tham dự lớn hơn gấp 10 lần so với dự án trước đó, sự kiện du lịch thứ hai của dự án tổ chức vào ngày 23 tháng 10 năm 2022. Hiệp hội Du lịch Anime xếp cả bảy địa điểm thuộc quận Sumida xuất hiện trong phim vào ấn phẩm 88 Thánh địa Anime Nhật Bản nên đến.

## Phát hành

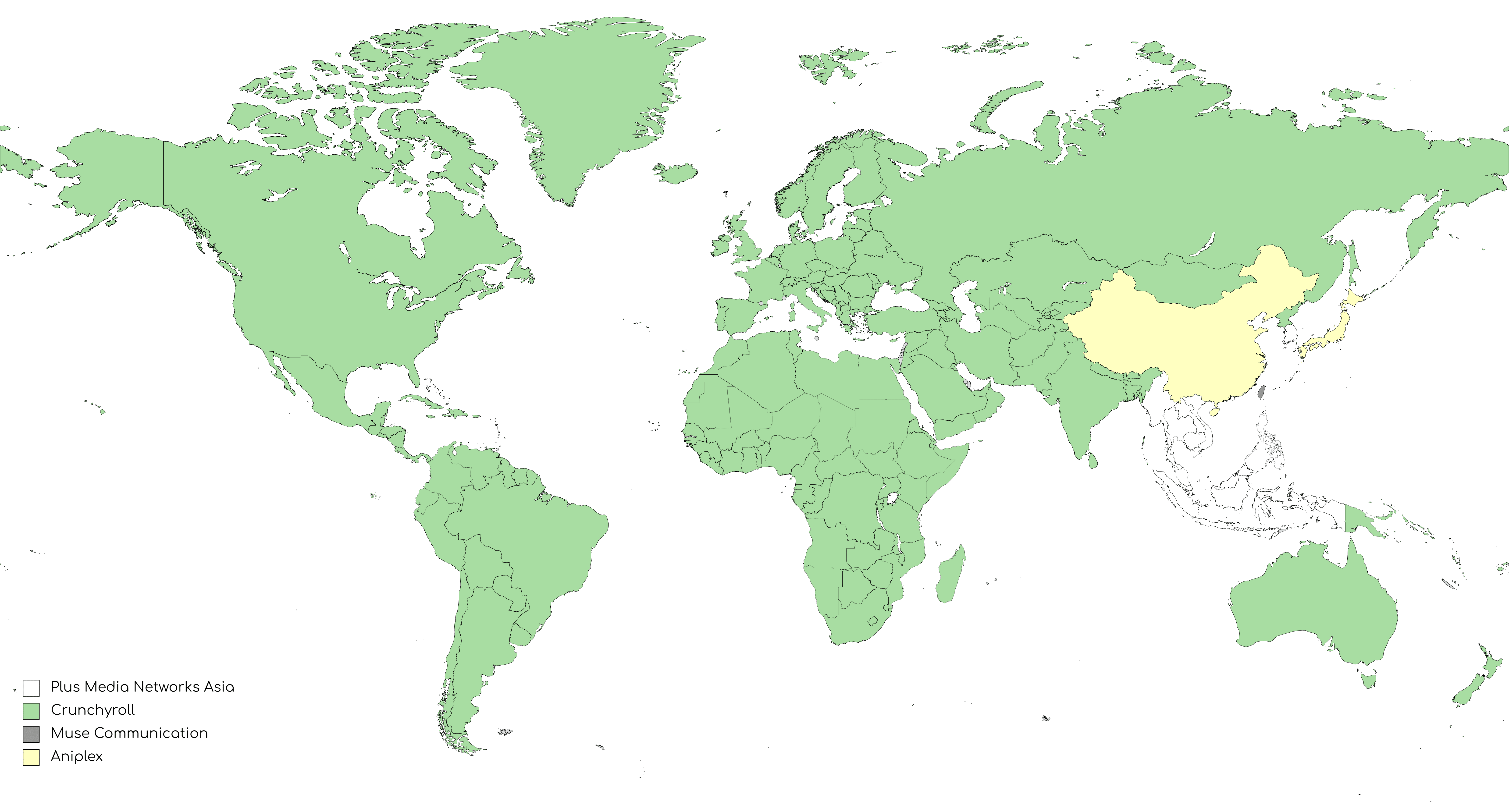
Bản đồ các quốc gia và vùng lãnh thổ theo đơn vị phân phối
Plus Media Networks Asia
Crunchyroll
Muse Communication
Aniplex

Tháng 12 năm 2021, đơn vị phân phối thông báo bộ phim sẽ lên sóng vào năm 2022. Tháng 3 năm 2022, Aniplex ấn định thời điểm ra mắt tác phẩm vào tháng 7 cùng năm. Toho Cinemas Kinshicho Rakuten đã tổ chức sự kiện chiếu trước bộ phim từ tập một đến tập thứ ba vào ngày 12 tháng 6. Trong buổi họp báo sự kiện chiếu trước, đội ngũ sản xuất công bố bộ phim lên sóng chính thức từ ngày 2 tháng 7. Ngày 26 tháng 6, tập đầu tiên của bộ phim đồng khởi chiếu với tác phẩm anime truyền hình Engage Kiss tại cửa hàng chính Animate Tokyo Akihabara, chi nhánh Animate Osaka Nipponbashi và tòa nhà Taiko số 3 ở Nagoya.
Tại thị trường Đông Nam Á, Hồng Kông, Hàn Quốc và Ma Cao, Plus Media Networks Asia chịu trách nhiệm cấp phép bộ phim. Muse Communication nắm giữ bản quyền bộ phim tại Đài Loan. Aniplex phân phối tác phẩm tại Trung Quốc và Nhật Bản. Đối với các quốc gia nằm ngoài khu vực Châu Á, Crunchyroll đảm nhận vai trò phát hành với lồng tiếng Anh, tiếng Pháp, tiếng Bồ Đào Nha, tiếng Đức, và tiếng Tây Ban Nha.
Tokyo MX, Tochigi TV, Gunma TV, và BS11 đồng phát sóng bộ phim trong khung 23h30 đến 00h00 vào Chủ Nhật hàng tuần. AT-X, Asahi TV, Mētele lần lượt lên sóng tác phẩm từ thứ Ba, thứ Năm, và thứ Sáu. Aniplus và Now TV ra mắt Quán cà phê bất ổn tại Indonesia, Thái Lan, Singapore, Philippines, Hàn Quốc, Hồng Kông cùng giờ với thị trường nội địa.
Phim được phát sóng lại trên kênh truyền hình BS11 từ này 30 tháng 12 năm 2022 đến ngày 2 tháng 1 năm 2023; với ba tập đầu tiên vào ngày 30 tháng 12, tập 4 và tập 5 vào ngày 31, tập 6 đến tập 9 vào ngày 1 tháng 1 năm 2023, và tập 10 đến tập 13 vào ngày 2. AT-X phát sóng lại phim 11h55 đến 17h10 vào ngày 1 tháng 1 năm 2023.
Abema chịu trách nhiệm phát hành bộ phim cùng giờ với sóng truyền hình. Các nền tảng GYAO!, Amazon Prime Video, Hulu, Niconico Live, Milplus công chiếu từ ngày 5 tháng 7 năm 2022. TVING và LAFTEL đảm nhận ra mắt tác phẩm tại Hàn Quốc. Bahamut Anime Crazy và Yahoo! Kimo phát hành bộ phim tại Đài Loan. FPT Play và AIS Play lần lượt khởi chiếu Quán cà phê bất ổn tại Việt Nam và Thái Lan. Bilibili và Netflix đồng phát hành bộ phim tại Trung Quốc đại lục, và Đông Nam Á. Trong khi đó, nền tảng Crunchyroll ra mắt bộ phim đối với các quốc gia nằm ngoài khu vực Đông Nam Á.

## Đón nhận

### Anime

#### Thương mại
Trong một cuộc khảo sát của GEM Partners với dữ liệu của 7.000 người Nhật trong nhóm độ tuổi từ 16 đến 69 tuổi về các tác phẩm phổ biến nhất được xem trên các dịch vụ phát trực tuyến của Nhật Bản gồm Netflix, Amazon Prime Video, U-NEXT, Hulu Japan, Disney+, Docomo Anime Store, dTV, và ABEMA công bố vào ngày 19 tháng 8 năm 2022, Quán cà phê bất ổn xếp ở vị trí thứ 9 trong nhóm lượt xem cao nhất mùa hè 2022 và thứ nhất trong nhóm tác phẩm anime được theo dõi nhiều nhất trong Q3 năm 2022 tính đến tuần thứ hai của tháng 8. Tập Blu-ray, DVD đầu tiên của Quán cà phê bất ổn tính từ ngày 21 tới ngày 27 tháng 9 năm 2022 đã có hơn 23.000 bản lưu hành tại Nhật Bản. Blu-ray, DVD đầu tiên của phim đã tích lũy được 30.679 bản được bán ra trong sáu tuần sau khi phát hành tại Nhật Bản. Đây là anime truyền hình có doanh số bán blu-ray & DVD tích lũy năm 2022; anime truyền hình có doanh số bán blu-ray & DVD trong tuần đầu tiên cao nhất năm 2022 và anime truyền hình có doanh số bán (một tập) blu-ray & DVD tích lũy cao nhất năm 2022. Blu-ray, DVD thứ 2 đã bán được 24.516 bản trong tuần đầu tiên (24-30 tháng 10), vượt qua chính kỷ lục mà bộ phim thiết lập.

#### Đánh giá chuyên môn
Nhà sản xuất phim Oshima Kazunori đánh giá Quán cà phê bất ổn là một "chủ đề nóng hổi", cho rằng số lượng người hâm mộ chia sẻ ấn tượng của họ trong thời gian thực về bộ phim đã tăng lên cũng như việc đây là "điều hiếm thấy ngày nay (thập niên 2020)". Trong một tweet của mình, người sáng lập loạt trò chơi video Metal Gear - Kojima Hideo đã khen ngợi Quán cà phê bất ổn, sau đó ông xác nhận ông sẽ viết lời chứng thực về chất lượng dự kiến đăng trên mặt bìa trước light novel ngoại truyện của phim Lycoris Recoil: Ordinary Days.
Alexis Chambers của Comic Book Resources đánh giá caoQuán cà phê bất ổn, cho rằng trailer của phim đã "kéo theo sự giả tạo" với việc "quảng cáo một loạt quán cà phê dễ thương" khiến cho những "người hâm mộ ngạc nhiên", kết luận rằng phim đã chứng minh "một loạt anime gốc không có lượng người hâm mộ tồn tại từ trước có thể vươn lên dẫn đầu dựa trên thành tích của chính nó." Trên trang web IGN của công ty IGN Entertainment Inc., Kambole Campbell đã cho Quán cà phê bất ổn 8/10 điểm, đánh giá "thông qua sự kết hợp thành công giữa công việc nhân vật hết lòng, hành động hấp dẫn thậm chí quan tâm đến trần tục", phim đã làm cho người xem cảm nhận được "cảm giác mạnh với những pha hành động thường xuyên cũng như hấp dẫn với những bộ phim có nhân vật chính kịch khiêm tốn". Kambole Campbell của Vulture đã xếp Quán cà phê bất ổn trong nhóm các tác phẩm anime xuất sắc nhất năm 2022, anh cho rằng bước ngoặt đầu tiên là việc "Chisato đã từ bỏ việc giết chóc, mặc dù điều đó không có nghĩa là cô ấy sẽ không gây thương tích cho cơ thể" người khác, anh đánh giá các trận chiến trong tác phẩm "rất xuất sắc", và các trận đấu súng cũng như trận chiến tay đôi của phim "đều thú vị để xem đơn giản", về phần cốt truyện anh nhân xét "ngay cả khi nó chuyển sang một cốt chuyện dài hơn, 'Lycoris Recoil' không bao giờ hy sinh khả năng tiếp cận từng khoảnh khắc, từng tập và các nhân vật của nó quyến rũ như chết người".

#### Giải thưởng
| Năm  | Giải thưởng                         | Hạng mục                                                       | Người nhận                                  | Kết quả   | T.k     |
| ---- | ----------------------------------- | -------------------------------------------------------------- | ------------------------------------------- | --------- | ------- |
| 2022 | Giải thưởng anison thời kỳ Lệnh Hòa | Giải đặc biệt cho anison                                       | "Hana no Tō" bởi Sayuri                     | Đoạt giải | [ 176 ] |
| 2022 | Giải thưởng anison thời kỳ Lệnh Hòa | Giải thưởng tác phẩm xuất sắc nhất                             | "Alive" bởi ClariS                          | Đề cử     | [ 176 ] |
| 2022 | Giải thưởng anison thời kỳ Lệnh Hòa | Giải thưởng ca khúc của nghệ sĩ                                | "Hana no Tō" bởi Sayuri                     | Đề cử     | [ 176 ] |
| 2022 | Giải thưởng anison thời kỳ Lệnh Hòa | Giải thưởng người dùng bình chọn                               | "Hana no Tō" bởi Sayuri                     | Đoạt giải | [ 176 ] |
| 2022 | Giải thưởng anison thời kỳ Lệnh Hòa | Giải thưởng người dùng bình chọn                               | "Alive" by ClariS                           | Hạng 2    | [ 176 ] |
| 2023 | Anime Trending Awards               | Xuất sắc nhất trong kịch bản gốc                               | Adachi Shingo                               | Đề cử     | [ 177 ] |
| 2023 | Anime Trending Awards               | Xuất sắc nhất trong hoạt ảnh                                   | Lycoris Recoil: Quán cà phê bất ổn          | Đề cử     | [ 177 ] |
| 2023 | Anime Trending Awards               | Anime của năm                                                  | Lycoris Recoil: Quán cà phê bất ổn          | Đề cử     | [ 177 ] |
| 2023 | Anime Trending Awards               | Anime chính kịch của năm                                       | Lycoris Recoil: Quán cà phê bất ổn          | Đoạt giải | [ 177 ] |
| 2023 | Anime Trending Awards               | Xuất sắc nhất trong thiết kế nhân vật                          | Imigimuru, Yamamoto Yumiko                  | Đoạt giải | [ 177 ] |
| 2023 | Anime Trending Awards               | Nhân vật nữ của năm                                            | Nishikigi Chisato                           | Đề cử     | [ 177 ] |
| 2023 | Anime Trending Awards               | Nhân vật nữ của năm                                            | Inoue Takina                                | Đề cử     | [ 177 ] |
| 2023 | Anime Trending Awards               | Nhân vật nữ phụ của năm                                        | Kurumi                                      | Đề cử     | [ 177 ] |
| 2023 | Anime Trending Awards               | Nhân vật nam phụ của năm                                       | Majima                                      | Đề cử     | [ 177 ] |
| 2023 | Crunchyroll Anime Awards            | Anime của năm                                                  | Lycoris Recoil                              | Đề cử     | [ 178 ] |
| 2023 | Crunchyroll Anime Awards            | Anime nguyên tác xuất sắc nhất                                 | Lycoris Recoil                              | Đoạt giải | [ 178 ] |
| 2023 | Crunchyroll Anime Awards            | Loạt phim mới xuất săc nhất                                    | Lycoris Recoil                              | Đề cử     | [ 178 ] |
| 2023 | Crunchyroll Anime Awards            | Đạo diễn xuất sắc nhất                                         | Adachi Shingo                               | Đề cử     | [ 178 ] |
| 2023 | Crunchyroll Anime Awards            | Nhân vặt chính chính xuất sắc nhất                             | Nishikigi Chisato                           | Đề cử     | [ 178 ] |
| 2023 | Crunchyroll Anime Awards            | Hành động xuất sắc nhất                                        | Lycoris Recoil                              | Đề cử     | [ 178 ] |
| 2023 | Crunchyroll Anime Awards            | Màn thể hiện phần lồng tiếng xuất sắc nhất (tiếng Nhật)        | Anzai Chika trong vai Nishikigi Chisato     | Đề cử     | [ 178 ] |
| 2023 | Crunchyroll Anime Awards            | Màn thể hiện phần lồng tiếng xuất sắc nhất (tiếng Tây Ban Nha) | Diana Castañeda trong vai Nishikigi Chisato | Đề cử     | [ 178 ] |
| 2023 | Giải thưởng anime Newtype           | Tác phẩm xuất sắc nhất (truyền hình)                           | Lycoris Recoil                              | Hạng 4    | [ 179 ] |
| 2023 | Giải thưởng anime Newtype           | Đạo diễn xuất sắc nhất                                         | Adachi Shingo                               | Hạng 7    | [ 179 ] |
| 2023 | Giải thưởng anime Newtype           | Nhạc hiệu mở đầu xuất sắc nhất                                 | "Hana no Tō" bởi Sayuri                     | Hạng 5    | [ 179 ] |

### Light novel
Tại sự kiện "Lycoris Recoil: Ordinary day" diễn ra vào ngày 8 tháng 9, Kadokawa đã thông báo rằng light novel ngoại truyện của Quán cà phê bất ổn đã tái bản lần thứ hai trước khi chính thức phát hành vào ngày 9 tháng 9, cũng như việc tác phẩm đã cán mốc doanh thu ngoài dự kiến - 100.000 bản (đặt trước). Nhiều cửa hàng truyền thống của Nhật Bản đã thông báo về việc thực hiện các chính sách hạn chế số lượng mua light novel với việc "mỗi người một cuốn", nhưng hầu hết các cửa hàng đều bán hết hàng một cách nhanh chóng. Đánh giá về thành công của ngoại truyện, Asaura cho rằng tác phẩm nhận được nhiều sự chú ý là bởi "những bình luận khen ngợi quá nhiều" về tác phẩm gốc, "về cả cốt truyện, hình ảnh, âm thanh". Vào ngày 25 tháng 11 năm 2022, light novel đã đạt mốc 250.000 bản được bán ra.
Trên bảng xếp hạng bởi Shosen Book Tower, Lycoris Recoil: Ordinary days đã dành vị trí thứ nhất trong nhóm các tác phẩm light novel có doanh số cao nhất tháng 9 tại cửa hàng sách này. Light novel xếp ở vị trí dẫn đầu doanh số tháng 9 của Culture Convenience Club.
|      |      |                       |                 |         |
| Tuần | Tuần | Ngày                  | Số lượng bán ra | T.k     |
| #1   | 1    | 5-11 tháng 9          | 22.135 bản      | [ 189 ] |
| #1   | 2    | 12-18 tháng 9         | 35.166 bản      | [ 190 ] |
| #5   | 3    | 19-25 tháng 9         | 11.355 bản      | [ 191 ] |
| #2   | 4    | 26 tháng 9-2 tháng 10 | 19.024 bản      | [ 192 ] |
| #3   | 5    | 3-9 tháng 10          | 15.695 bản      | [ 193 ] |
| #3   | 6    | 10-16 tháng 10        | 11.165 bản      | [ 194 ] |
| #4   | 7    | 17-23 tháng 10        | 8.530 bản       | [ 195 ] |
| #5   | 8    | 24-30 tháng 10        | 6.867 bản       | [ 196 ] |